# Elizabeth Philpot

Elizabeth Philpot

Elizabeth Philpot (* 1780 in London; † 1857 in Lyme Regis) war eine britische Fossiliensammlerin des frühen 19. Jahrhunderts, eine Amateur-Paläontologin und Künstlerin, die rund um Lyme Regis in Dorset an der Südküste Englands Fossilien sammelte.

## Leben und Freundschaft mit Mary Anning
Elizabeth Philpot wurde 1780 als eines von fünf Kindern in London geboren. Sie zog mit ihren Schwestern Mary und Margaret 1805 nach Lyme Regis. Die drei Schwestern teilten sich ein Haus (Morley Cottage, heute Mariner’s Hotel) das ihr Bruder, ein Londoner Rechtsanwalt, für sie erstanden hatte. Dort lebten sie bis zu ihrem Tod. Keine der drei Schwestern heiratete.
Nachdem sie sich in Lyme niedergelassen hatten, wurden sie bekannt für ihre Fossilien-Sammlung, aber auch für ihr hausgemachtes Medikament, eine schmerzlindernde Heilsalbe, die sie selbst herstellten und vertrieben.
Elizabeth Philpot befreundete sich mit Mary Anning, als diese noch ein Kind war. Trotz der fast 20 Jahre Altersunterschied und der Tatsache, dass Anning aus einer viel ärmeren Klasse abstammte, während Philpot aus dem begüterten Mittelstand kam, freundeten sie sich an und wurden fast täglich beim gemeinsamen Fossilien sammeln gesehen. Philpot ermunterte die junge Anning, geologische Schriften zu lesen und so die Wissenschaft hinter den Fossilien, die sie gesammelt und verkauft hatte, zu verstehen.

## Fossilien
Die umfangreiche und akribisch dokumentierte Fossilien-Sammlung der Philpot-Schwestern wurde von vielen Geologen für deren wissenschaftliche Forschung genutzt. Alle drei Schwestern trugen zur Dokumentation und Vergrößerung dieser Sammlung bei, aber es war Elizabeth Philpot, die mit führenden Geologen wie William Buckland, William Daniel Conybeare und Henry Thomas de la Beche über diese Sammlung korrespondierte. Besonders berühmt war die Sammlung für ihre fossilierten Fische
Die Sammlung enthielt auch die Fossilienzähne, die William Buckland mit einem berühmten Teilfossil zusammenfügte, das von Mary Anning entdeckt worden war, und das er 1829 als Flugsaurier Pterodactylus macronyx beschrieb. (Pterodactylus macronyx wurde später von Richard Owen in Dimorphodon macronyx umbenannt.)
Als William Daniel Conybeare 1824 in seinem berühmten Bericht das fast vollständig erhaltene Plesiosaurierskelett beschrieb, das Anning 1823 gefunden hatte, erwähnte er auch einen Plesiosaurier-Schädel, der sich im Besitz von „Miss Philpot“ befand.
1834 organisierte Buckland für den Schweizer Paläontologen Louis Agassiz einen Besuch in Lyme, so dass dieser mit Elizabeth Philpot und Mary Anning zusammenarbeiten konnte. Agassiz konnte mit ihnen Fisch-Fossilien suchen und sie vor Ort gemeinsam mit den beiden Frauen wissenschaftlich untersuchen und klassifizieren. Sie waren in der Lage, ihm Fossilien von 34 verschiedenen Fischarten zu zeigen, die sie in der Region gefunden hatten. Agassiz war beeindruckt von dem Wissen und der Erfahrung von Elizabeth Philpot und Mary Anning und schrieb in sein Tagebuch: „Miss Philpot und Mary Anning waren in der Lage, mir mit absoluter Gewißheit zu zeigen, welche Rückenflossendornen von Haien welcher Haiart zuzuordnen sind.“ Er dankte beiden Frauen für ihre Hilfe in seinem monumentalen Buch Recherches sur les poissons fossiles (1833–1843) und benannte eine Fisch-Fossil-Art Eugnathus Philpotae nach Elizabet Philpot und zwei weitere Spezies nach Mary Anning.

## Fossilientinte
1826 entdeckte Mary Anning in einem Belemnitenfossil etwas, das aussah, als sei es eine Kammer, die getrocknete Tinte enthielt. Anning zeigte es ihrer Freundin Philpot. Diese war in der Lage, die Tinte zu verflüssigen, indem sie sie mit Wasser mixte, und benutzte diese Fossilientinte für einige ihrer eigenen Illustrationen zu Ichthyosaurierfossil-Funden. Andere örtliche Illustratoren folgten bald ihrem Beispiel, als weitere fossilisierte Tintenreste gefunden wurden.
Während der Versteinerung hat sich abhängig von der Schicht eine Art Gagat in den Belemniten gebildet, der sich zermahlen und mit Wasser zu einer tintenähnlichen Flüssigkeit anrühren lässt. Obwohl man inzwischen weiß, dass von der ursprünglichen Tinte nichts übrig geblieben ist (vgl. Fossilisation), ist versteinerte Tinte auch heute noch vermarktungsfähig.

## Vermächtnis
Die umfassende Fossilien-Sammlung der Philpot-Schwestern ist heute im Oxford University Museum untergebracht.
Ihr Neffe Thomas Philpot baute zu ihren Ehren in Lyme Regis das Philpot Museum, das heute Lyme Regis Museum heißt.

## Trivia
Tracy Chevalier veröffentlichte im Jahr 2009 den Roman Zwei bemerkenswerte Frauen, in dem die Lebensgeschichte von Elizabeth Philpot und Mary Anning als Grundlage eines fiktiven Liebesromans dient.
2010 hat eine australische Filmproduktion sich das Recht an der Verfilmung des Buches gesichert.
2020 wurde sie in dem britischen Spielfilm Ammonite von Francis Lee in einer Nebenrolle durch Fiona Shaw dargestellt.

## Rezension
Heutzutage ist sie besonders wegen ihrer Zusammenarbeit und Freundschaft mit der berühmteren Mary Anning bekannt. Elizabeth Philpot war sowohl sehr bekannt in geologischen Kreisen wegen ihres Wissens über Fisch-Fossilien als auch wegen ihrer umfassenden Sammlung von Belegstücken. Sie wurde von führenden Geologen und Paläontologen ihrer Zeit konsultiert, unter anderem von William Buckland und Louis Agassiz. Als Mary Anning herausfand, dass es Belemniten-Fossilien mit (scheinbar) intaktem Tintenbeutel gab, war es Philpot, die entdeckte, dass die versteinerte Tinte mit Wasser angerührt und für Illustrationen benutzt werden konnte, was bei örtlichen Illustratoren zur üblichen Praxis wurde.